# مانستروس
مانستروس (به سوئدی: Mönsterås) یک منطقهٔ مسکونی در سوئد است که در بخش مانستروس واقع شده‌است. مانستروس ۴٫۱۰ کیلومتر مربع مساحت و ۴٬۷۳۱ نفر جمعیت دارد.